# Skjold, Rogaland
Skjold är en tätort och kyrkby i Vindafjords kommun i Rogaland fylke i sydvästra Norge. Orten ligger vid Europaväg 134, på norra sidan av Skjoldafjorden. Här finns Skjolds kyrka.
Orten utgjorde tidigare centralort i dåvarande Skjolds kommun.

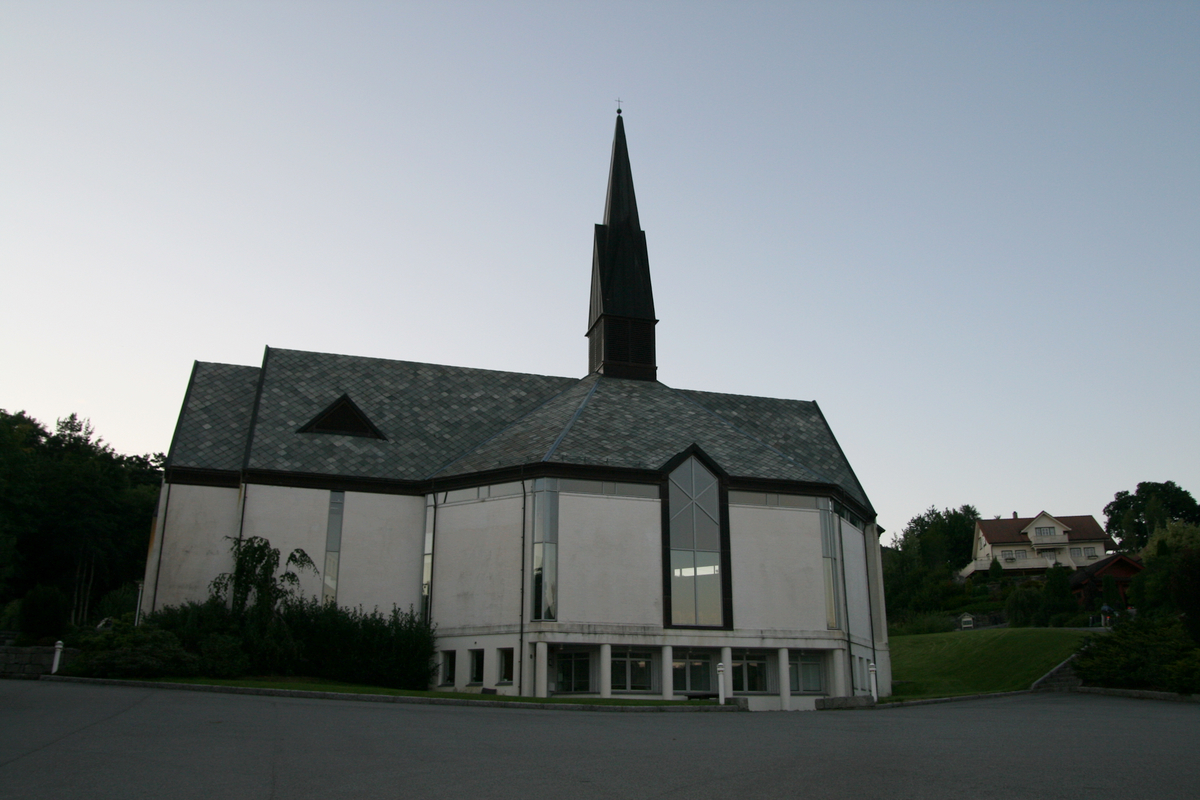
Skjolds kyrka.